# Julie Dufour (personnalité politique)
 (janvier 2024).
Il peut être nécessaire de l'améliorer pour respecter le principe de neutralité de point de vue. 

 (janvier 2024).
 (janvier 2024).
Si vous disposez d'ouvrages ou d'articles de référence ou si vous connaissez des sites web de qualité traitant du thème abordé ici, merci de compléter l'article en donnant les références utiles à sa vérifiabilité et en les liant à la section « Notes et références ».
Pour les articles homonymes, voir Julie Dufour.
Julie Dufour, née en mars 1980 à Shipshaw, est une éducatrice spécialisée et femme politique québécoise. D'abord élue en tant que conseillère municipale de 2013 à 2021, elle devient mairesse de la ville de Saguenay en 2021.

## Biographie

### Jeunesse et étude
Julie Dufour est née en mars 1980. Elle est la petite-fille de Gilles Dufour, ex-animateur à Radio-Canada Saguenay. Elle passe son enfance à baigner dans le monde des médias, de l’actualité et de la politique, s’intéressant très tôt aux différents enjeux sociaux qui préoccupent toute sa famille.
Elle obtient un diplôme d’études collégiales en sciences humaines au Cégep de Chicoutimi puis termine ses études en éducation spécialisée au Cégep de Jonquière.

### Carrière professionnelle et politique
Souhaitant ardemment améliorer le sort des jeunes qui vivent des difficultés, elle commence sa carrière à titre d’éducatrice spécialisée et s’y consacre pendant 7 ans, dans le milieu communautaire d’abord, puis pendant 4 ans dans le service scolaire.
En 2013, elle constate les limites de son action et réalise que plusieurs solutions nécessitent des outils politiques. Les parcs, les rues, les lieux de son enfance ont besoin d’amour et les petites familles de Shipshaw ont droit à des infrastructures de qualités. Elle fait donc le grand saut en politique municipale.
Elle se fait élire pour la première fois en 2013, comme conseillère municipale. Elle rempliera deux mandats à titre de conseillère entre 2013 et 2021. En 2017, elle devient présidente du conseil d’arrondissement de Jonquière,. Au cours de ses 2 mandats bien occupés, elle accepte plusieurs responsabilités. Elle a notamment siégé à la Commission des services communautaires et vie de quartier, au Centre local de développement, à la Conférence régionale des élus et à la commission des jeunes élus de l’Union des municipalités du Québec.

### Mairesse de Saguenay
Julie Dufour accède à la mairie de Saguenay en 2021, en remportant 12 des 15 districts électoraux, avec 46.4% de votes d’appui. Elle est assermentée le 7 novembre 2021 et succède à Josée Néron, qui était en poste depuis 2017.

### Affaires judiciaires
Le 20 août 2025, Julie Dufour fut reconnue coupable d'un chef d'accusation pour «manœuvre électorale frauduleuse » contre l'ex-député libéral Serge Simard en le dissuadant de se présenter à l'élection municipale de 2021.
Elle fut acquittée de deux autres chefs d'accusation contre le conseiller municipal Jean-Marc Crevier et la candidate Jacinthe Vaillancourt pour la même infraction.
Mme Dufour écopa d'une amende de 5000 $ et pourrait perdre le droit de « se livrer à un travail politique, de voter, d’être candidate à une élection et deviendrait inhabile à exercer la fonction de membre de conseil de toute municipalité dès aujourd’hui, et ce, pour une période de cinq ans. » Cependant, puisqu'elle a fait appel au verdict, elle conserva son siège et pourra se représenter aux élections.